# Susanna och gubbarna (Rubens)
Susanna och gubbarna är en oljemålning av de flamländske barockkonstnären Peter Paul Rubens. Den målades omkring 1606–1607, förvärvades av kardinal Scipione Borghese cirka 1622 och är idag utställd på Galleria Borghese i Rom. Rubens återkom flera gånger till samma motiv, bland annat finns ett verk på Nationalmuseum i Stockholm som tillskrivs honom och dateras till 1614 (se listan nedan).

## Motiv
Susanna och gubbarna är en episod i Tillägg till Daniel, en av apokryferna till Gamla testamentet. Susanna var hustru till Joakim och levde under den Babyloniska fångenskapen. En dag smög sig två äldre män in i deras trädgård för att tjuvtitta på Susanna när hon badade. Den fromma Susanna avvisade deras närmande, anklagades då av dem för äktenskapsbrott men räddades senare av den rättfärdige Daniel.

## Bakgrund
Rubens var en av de mest framstående flamländska barockmålarna och inspirerades av italienska mästare som Leonardo da Vinci, Michelangelo, Tizian och Caravaggio. Han tillbringade åtta år i Italien från år 1600 och Susanna och gubbarna (Romversionen) utfördes i Rom cirka 1616–1607. Tavlan har varit i familjen Borgheses ägo sedan 1600-talet och möjligen var det den konstsamlande kardinalen Scipione Borghese som beställde verket. I Susanna och gubbarna kan Caravaggios inflytande skönjas i den dramatiska chiaroscuro-tekniken (starka ljus- och skuggeffekter) och den realistiska skildringen av människorna.

## Lista över olika versioner av "Susanna och gubbarna"
| Bild | År                | Storlek (cm) | teknik          | Museum                                        | Ort              | Anmärkning                                                           |
| ---- | ----------------- | ------------ | --------------- | --------------------------------------------- | ---------------- | -------------------------------------------------------------------- |
|      | 1606–1607 (cirka) | 94 x 67      | olja på duk     | Galleria Borghese                             | Rom              |                                                                      |
|      | 1610 (cirka)      | 190 x 223    | olja på pannå   | Real Academia de Bellas Artes de San Fernando | Madrid           | Förvärvad 1778.                                                      |
|      | 1610 (cirka)      | 123 x 108    | olja på pannå   | Eremitaget                                    | Sankt Petersburg | Förvärvad av Eremitaget 1932.                                        |
|      | 1614              | 66 x 51      | olja på duk     | Nationalmuseum                                | Stockholm        |                                                                      |
|      | 1610-talet        | 178,5 x 220  | olja på duk     | Eremitaget                                    | Sankt Petersburg | Överförd från Gattjinapalatset till Eremitaget 1925.                 |
|      | 1636–1638 (cirka) | 79 x 109     | olja på ekpannå | Alte Pinakothek                               | München          |                                                                      |
|      | utan årtal        | 222 x 214    | olja på duk     | Nationalmuseum                                | Stockholm        | Anses vara en kopia utförd av annan konstnär. Originalet försvunnet. |